# 良户大王庙
良户大王庙，位于山西省晋城市高平市原村乡的良户村（中国历史文化名村）东南。
2013年1月，良户大王庙公布为第三批晋城市文物保护单位，古建筑类，编号3-147。。